# Прокул Геганий Мацерин
Прокул Геганий Мацерин (лат. Proculus Geganius Macerinus; V век до н. э.) — римский политический деятель, консул 440 года до н. э.
Коллегой Прокула Гегания по консульству был Луций Менений Ланат. По данным Тита Ливия, 440 год до н. э. был мирным, но зато начался сильный голод. Меры властей по борьбе с ним оказались недостаточно эффективными. Всадник Спурий Мелий закупил в Этрурии хлеб на свои деньги и организовал раздачи голодающим, из-за чего его заподозрили в стремлении к царской власти. Эта проблема была решена уже в следующем году, при других магистратах.